# Phaonia grandaeva
Phaonia grandaeva este o specie de muște din genul Phaonia, familia Muscidae. A fost descrisă pentru prima dată de Zetterstedt în anul 1845. Conform Catalogue of Life specia Phaonia grandaeva nu are subspecii cunoscute.